# Forstmühle (Gesees)
Forstmühle ist ein Gemeindeteil der Gemeinde Gesees im Landkreis Bayreuth (Oberfranken, Bayern). Forstmühle liegt in der Gemarkung Forkendorf.

## Geografie
Der Weiler liegt am Forkendorfer Bach, einem rechten Zufluss der Mistel. Im Norden grenzt ein Waldgebiet an. Das Gelände steigt dort zum Buchstein (411 m ü. NHN) an, der als Naturdenkmal ausgezeichnet ist. Ein Anliegerweg führt zur Staatsstraße 2163 bei Geigenreuth (1,2 km nordwestlich).

## Geschichte
Gegen Ende des 18. Jahrhunderts bestand Forstmühle aus einem Anwesen. Die Hochgerichtsbarkeit stand dem bayreuthischen Stadtvogteiamt Bayreuth zu. Das Hofkastenamt Bayreuth war Grundherr der Mühle.
Von 1797 bis 1810 unterstand der Ort dem Justiz- und Kammeramt Bayreuth. Mit dem Gemeindeedikt wurde Forstmühle dem 1812 gebildeten Steuerdistrikt Gesees und der Ruralgemeinde Forkendorf zugewiesen. Am 1. Januar 1970 wurde Forstmühle nach Gesees eingemeindet.

### Einwohnerentwicklung
| Jahr      | 001819 | 001822 | 001861 | 001871 | 001885 | 001900 | 001925 | 001950 | 001961 | 001970 | 001987 |
| Einwohner | *      | 6      | 8      | 11     | 8      | 11     | 9      | 28     | 13     | 11     | 11     |
| Häuser    |        | 1      |        |        | 1      | 2      | 2      | 4      | 3      |        | 7      |
| Quelle    | [ 9 ]  | [ 6 ]  | [ 10 ] | [ 11 ] | [ 12 ] | [ 13 ] | [ 14 ] | [ 15 ] | [ 16 ] | [ 17 ] | [ 1 ]  |

## Religion
Forstmühle ist evangelisch-lutherisch geprägt und nach St. Marien (Gesees) gepfarrt.